# سنتز مالونیک استر
سنتز مالونیک استر(به انگلیسی: Malonic ester synthesis) یک واکنش شیمیایی است که در آن دی‌اتیل مالونات یا استر دیگری از مالونیک اسید در موقعیت کربن آلفا (مستقیماً مجاور) به دو گروه کربونیل آلکیله می‌شود و سپس به یک استیک اسید استخلافی تبدیل می‌شود. اشکال عمده سنتز مالونیک استر این است که مرحله آلکیله شدن همچنین می‌تواند ساختارهای دی‌آلکیله تولید کند. این امر جداسازی محصولات را دشوار و بازده کمتری را به همراه دارد.